# 普謝菲里河
44°36′17″N 40°28′31″E / 44.60472°N 40.47528°E
普謝菲里河（俄语：Псефирь），是俄羅斯的河流，位於該國西南部克拉斯諾達爾邊疆區，屬於法爾斯河的右支流，河道全長67公里，流域面積378平方公里。